# Dicranoptycha atricolor
Dicranoptycha atricolor är en tvåvingeart som beskrevs av Alexander 1920. Dicranoptycha atricolor ingår i släktet Dicranoptycha och familjen småharkrankar. Inga underarter finns listade i Catalogue of Life.